# Gnophaela discreta
Gnophaela discreta är en fjärilsart som beskrevs av Richard Harper Stretch 1878. Gnophaela discreta ingår i släktet Gnophaela och familjen björnspinnare. Inga underarter finns listade i Catalogue of Life.